# Stadio di Moneghetti
Lo Stadio di Moneghetti (in francese Stade des Moneghetti) è uno stadio situato nel quartiere Moneghetti del comune francese di Beausoleil, nei pressi del confine con il Principato di Monaco. 

## Storia
Aperto nel 1929, è stato il primo vero e proprio stadio utilizzato dal Monaco, fino all'apertura dello Stadio Louis II a Fontvielle nel 1939.
Dal 1939 lo stadio è utilizzato dalle giovanili dell'Monaco e dopo una ristrutturazione il campo è in sintetico e l'adiacente sala polisportiva accoglie le associaziazioni sportive monegasche.